# Stellers sjöko
Stellers sjöko (Hydrodamalis gigas) är ett utdött stort vattenlevande, växtätande däggdjur. Den var den största arten inom ordningen sirendjur, som omfattar dess närmaste levande släktingar dugongen och manaterna. Stellers sjöko blev uppemot nio meter lång, vilket gör den till ett av de största däggdjuren utöver valarna, som har förekommit under holocen. Även om arten en gång varit vanlig i kustområden över stora delar av norra Stilla havet, så var den 1741, när den första europén beskrev arten, nämligen naturvetaren Georg Wilhelm Steller som seglade med en expedition ledd av upptäcktsresande Vitus Bering, begränsad till en liten, utbredningsmässigt isolerad population i Berings hav runt de obebodda Kommendörsöarna öster om Kamtjatkahalvön. 1768, bara 27 år efter européernas upptäckt var det långsamma och lättfångade djuret utrotat på grund av jakt.

## Utseende och anatomi

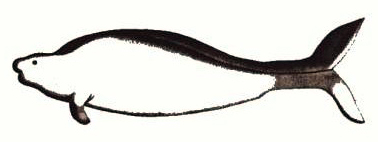
Illustration som tros vara den enda avbildningen av Stellers sjöko tecknad utifrån ett faktiskt specimen, en dödad hona som undersöktes av Steller. Först publicerad 1840.

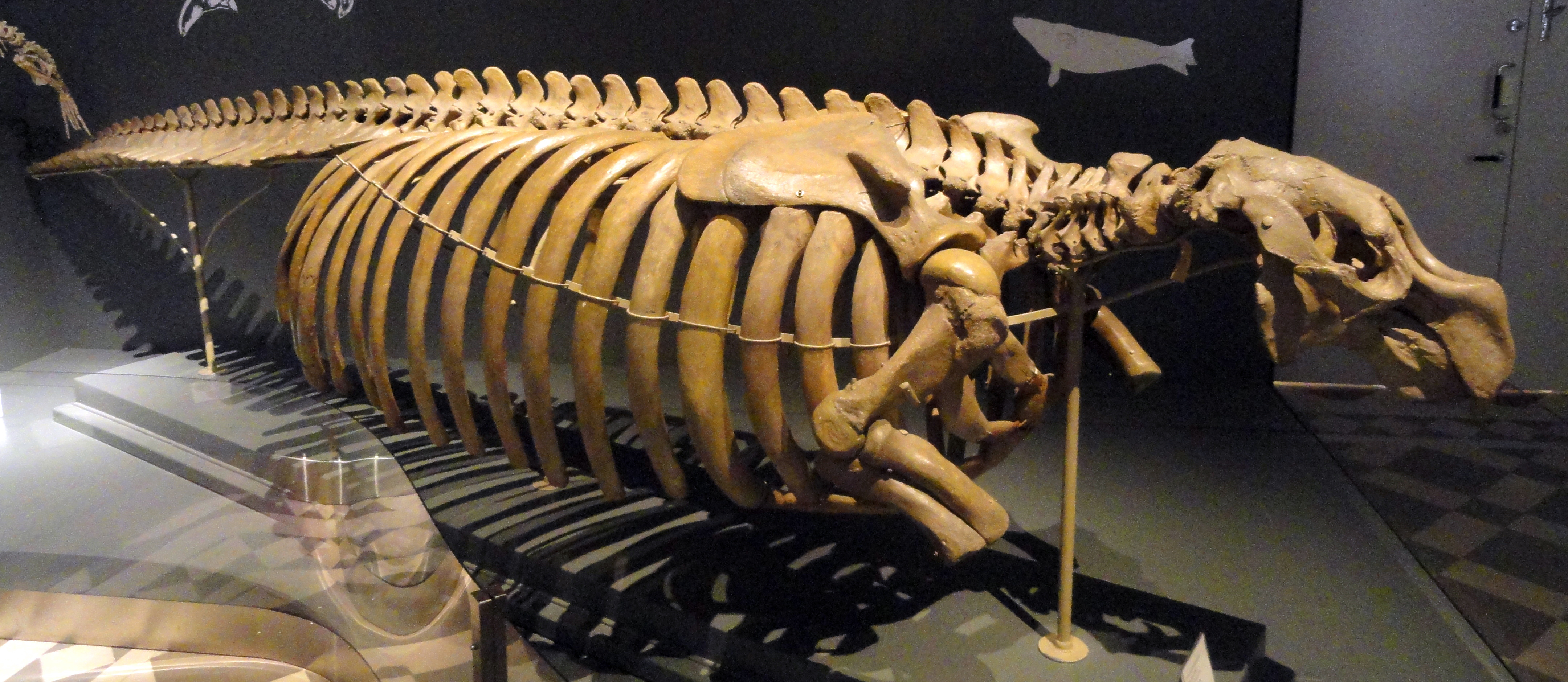
Skelett på Finlands naturhistoriska museum.

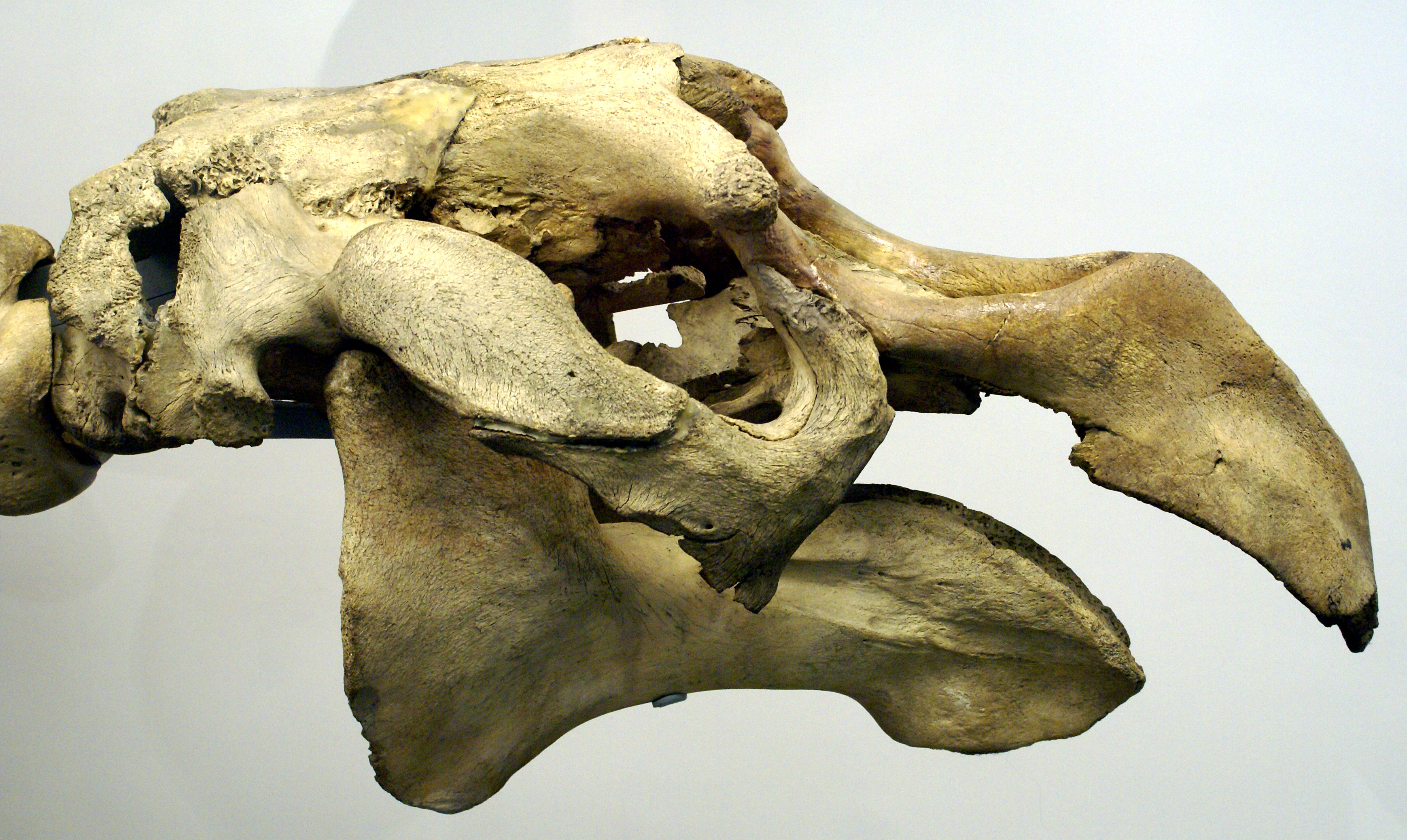
Skalle

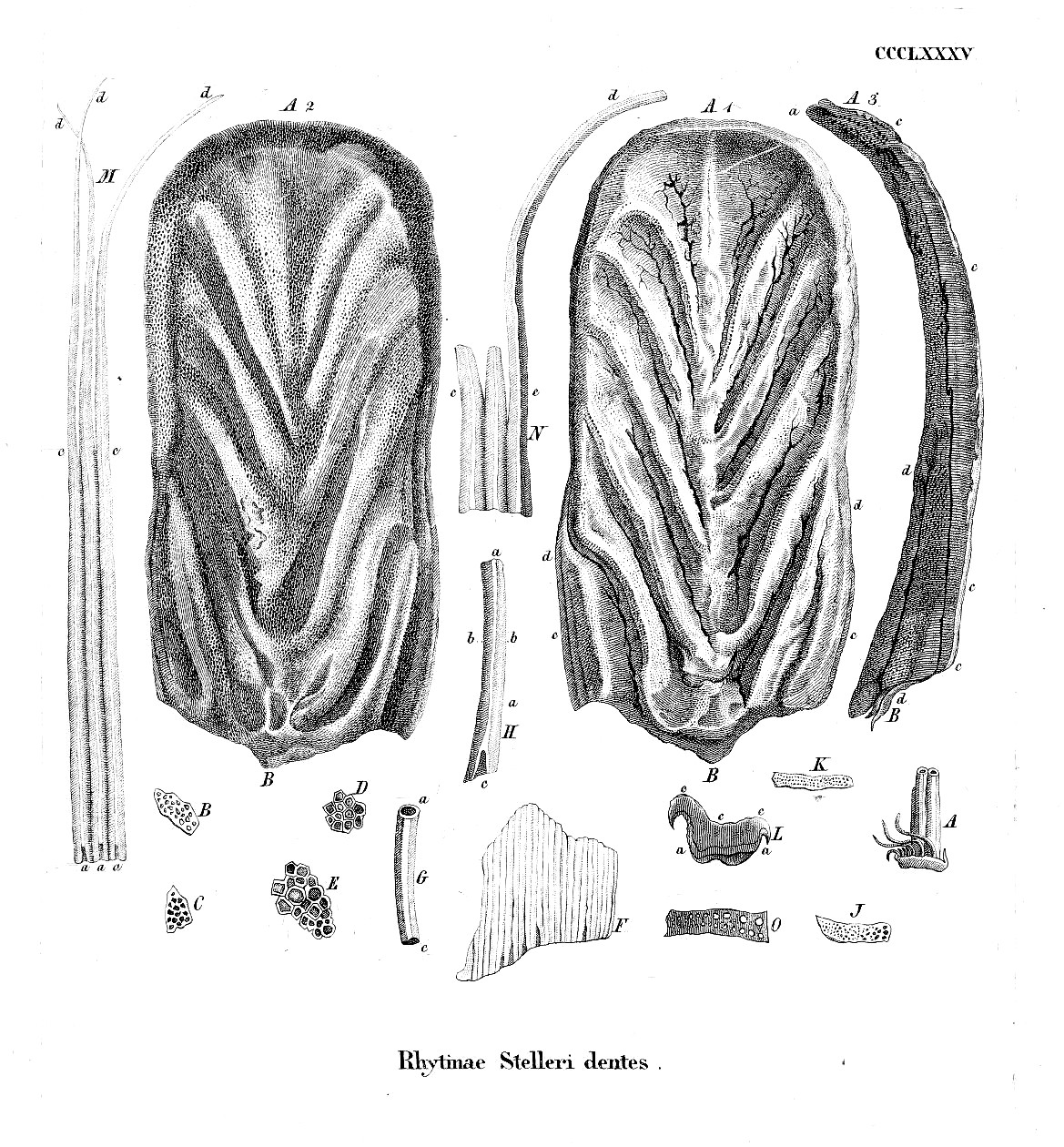
Hornplattor i gommen

Kännedomen om djurets utseende härrör huvudsakligen från den detaljerade beskrivning som Georg Wilhelm Steller gjorde under expeditionen 1741. Andra anatomiska detaljer baseras på studier av ett 20-tal skelett som finns i museer. Rester av hud finns bara på Sankt Petersburgs zoologiska museum och på havsmuseet i Bremen.
Stellers sjöko blev uppemot 8–9 meter lång vilket är mycket större än dugongen och manaterna. Steller uppger två mycket motstridiga uppgifter vad gäller dess vikt, 4 och 24,3 ton. Den faktiska vikten uppskattas ligga däremellan, ungefär 8–10 ton. Den påminner om en stor säl, men hade två bastanta främre extremiteter och en vallik stjärt. De främre extremiteterna hade inga fingerben och även mellanhandsbenen (Metacarpus) var tillbakabildade. Av de bakre extremiteterna fanns bara två rudimentära bäckenben. Stjärtfenan var omkring två meter bred, tvärställd och delad i två grenar.
Steller skrev: "Den är täckt av en tjock hud, som mer påminner om tjock bark på en gammal ek än skinnet hos något annat djur. Dess hud är svart, skabbig, rynkig, grov, hård och seg, saknar hår och är nästan ogenomtränglig för en yxa eller en krok." Senare avhandlingar beskrev huden som svartbrun och den hade ibland vita fläckar eller strimmor.
Huvudet är litet i förhållande till dess stora kropp. Överläppen är så stor och bred och sträcker sig så långt bakom käken att munnen verkar vara placerad under skallen. Men munnen är egentligen ganska liten och försedd med dubbla läppar både uppe och nere. När munnen är stängd är utrymmet mellan läpparna fyllt med en tät rad av mycket tjocka vita borst. Dessa borst ersätter tänder och användes för att dra loss och hålla fast tång eller alger. Tänderna var fullständigt tillbakabildade och sjökon malde istället sin föda mellan plattor av hornämne.

## Utbredning, populationsstorlek och utrotning
Fossila fynd indikerar att stellers sjöko en gång hade ett mycket stort utbredningsområde utmed Stilla havets kuster, vilket sträckte sig ända till Japan och Kalifornien.. Antagligen blev den redan tidigt jagad av människor och blev därmed undanträngd till ett för sjökor mindre gynnsamt habitat. Djuret var den enda arten av sirendjur som under historisk tid förekommit i kalla havsområden.
Arten vistades i grunda havsområden nära kusten där faran att den skulle såra sig vid klippor och isflak var hög.

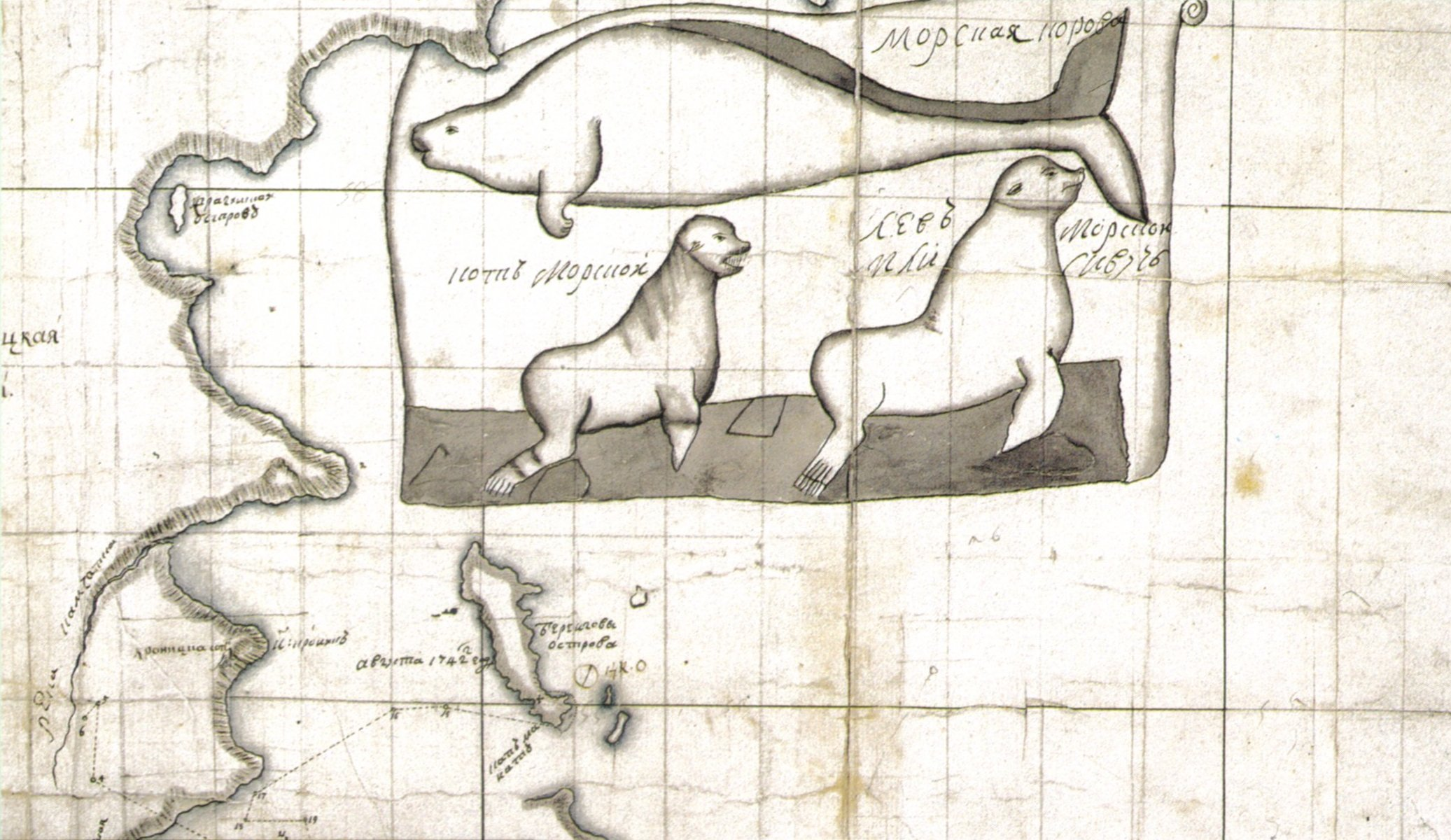
Stellers ursprungliga teckning av stellers sjöko (se även illustration ovan), med bland annat utbredningsområde och storleksjämförelse med två sjölejon.

Populationsstorleken och utbredningsområdet var litet när Steller beskrev arten 1741 även om han själv sa att den var talrik och förekom i flockar. I en studie av zoologen Leonhard Hess Stejneger uppskattas antalet vid tiden för upptäckten ha varit mindre än 1500 individer och därmed redan ha varit utrotningshotat. Det finns bevis för att stellers sjöko även förekom runt Near Islands i historisk tid.
Efter Stellers upptäckt utrotades arten snabbt av sjömän, säljägare, och pälshandlare som följde Berings rutt förbi öarna utmed Alaska, vilka jagade för både kött och hud. Skinnet användes bland annat för att göra båtar. Den jagades också för sitt värdefulla underhudsfett, som inte bara användes som livsmedel (vanligtvis som substitut för smör), utan även som lampolja eftersom den inte avgav någon rök eller lukt och hade lång hållbarhet i varmt väder. 
1768, 27 år efter att den hade upptäckts av européer, var stellers sjöko utrotad.
Muntlig berättartradition på ön Attu i Alaska gör gällande att arten fortfarande jagades där efter att den utrotades vid Kommendörsöarna.

## Ekologi
Enligt Steller var den fullkomligt orädd för människor. Den levde av tång och alger och där den ätit flöt stora mängder stjälkar och rötter av brunalger iland. Den var en långsam simmare och oförmögen att dyka i djupare vatten.
Steller skrev att det "inte rör sig om Aristotles sjöko, för den kommer aldrig upp på land för att födosöka", men den kunde använda sina främre extremiteter för att simma, gå på botten i grunda havsvikar, hålla fast sig i stenar, gräva efter alger och sjögräs, slåss och omfamna varandra.
Uppskattningsvis skedde parningen under våren och dräktigheten varade troligen mer än ett år. Ungdjur ska ha observerats under hela året. Honornas mjölk beskrevs som tjock och söt.
Stellers sjöko drabbades av flera vitaktiga maskar som levde i huden och i olika kroppsöppningar.
Arten kom efter 4 till 5 minuter upp till vattenytan för att andas. Den brukade sina bröstfenor för att simma, för att gå på grunden, för att hålla avstånd från klippor och (av hannar) för att hålla fast honan under kopulationen. Stjärtfenan kunde röras från sida till sida för långsamma rörelser samt upp och ner för lite större hastigheter. En hanne och en hona bildade ett monogamt par eller en liten grupp tillsammans med ungdjuret.

## Systematik
Trots att arten beskrevs av Steller 1741 var det först 1780 som E. A. W. Zimmermann gav den ett vetenskapligt namn, nämligen Manati gigas. Det var Anders Jahan Retzius som 1794 placerade arten i det egna släktet Hydrodamalis. 
Stellers sjöko tillhörde sirendjursfamiljen dugonger och förs till det egna släktet Hydrodamalis i den egna underfamiljen Hydrodamalinae. Enligt en allmän teori skilde sig underfamiljen Hydrodamalinae för 20 miljoner år sedan från de andra arterna i familjen dugonger. Under miocen levde medlemmar av släktet Dusisiren som var förfäderna till Stellers sjöko i stora delar av Stilla havet. Från pliocen och pleistocen är tre arter av släktet Hydrodamalis kända. Stellers sjöko var den sista arten som tillhörde denna utvecklingsgren.

## Namn
Sitt trivialnamn, Stellers sjöko har den fått efter Georg Wilhelm Steller som var den första europé att beskriva arten. Den har också kallats för barkdjur på grund av den tjocka skrovliga huden som påminner om trädbark.